# اجتماعات شي-كيم
كانت اجتماعات شي-كيم عبارة عن سلسلة من القمم بين كوريا الشمالية والصين خلال عامي 2018 و2019. التقى الزعيم الكوري الشمالي كيم جونج أون سراً مع الزعيم الصيني شي جين بينج في الفترة من 25 إلى 28 مارس 2018. ووجه شي دعوة سرية إلى كيم لزيارة الصين، وبعد ذلك زار كيم بكين واستخدم قطاره المدرع للسفر إلى الاجتماع الذي استمر ثلاثة أيام. وهذه هي أول رحلة دبلوماسية معروفة له خارج البلاد منذ توليه السلطة. وعقد كيم وشي اجتماعًا مفاجئًا ثانيًا في الفترة من 7 إلى 8 مايو 2018 في مدينة داليان. وعقد كيم وشي اجتماعا مفاجئا ثالثا يومي 19 و20 يونيو 2018. وعقدا اجتماعًا مفاجئًا رابعًا في الفترة من 7 إلى 10 يناير 2019 في بكين، تلاه قمة رسمية خامسة بين جمهورية كوريا الديمقراطية الشعبية والصين في الفترة من 20 إلى 21 يونيو 2019 في المدينة المحرمة، بيونغيانغ.

## اللقاء الأول
نظم الاجتماع الأول بين الصين وكوريا الشمالية في عام 2018 بدعوة من شي جين بينج، الأمين العام للحزب الشيوعي الصيني. خلال الاجتماع بين رئيسي الدولتين، دعا كيم جونج أون رسميًا شي جين بينج لزيارة بيونغيانغ في الوقت المناسب له، وقبل شي الدعوة. خلال جدول القمة السري، قدم شي قائمة الهدايا إلى كيم، الذي قام أيضًا بإعداد العديد من الهدايا ووصف تفاصيلها لشي. وحث شي كيم على تعزيز الشراكة الاستراتيجية والدبلوماسية المستقبلية بين الصين وكوريا الشمالية. وأكد كيم لشي أن كوريا الشمالية والصين دولتان اشتراكيتان راسختان وأن هناك العديد من الطرق للتعاون في مختلف الجوانب في المستقبل.

### ردود الفعل
وفيما يتعلق بأزمة الأسلحة النووية في كوريا الشمالية والحل الدبلوماسي ومشكلة بكين مع الحرب التجارية مع الولايات المتحدة، فإن اجتماع الزعيمين قد يكون رافعة كبيرة للإجابة على لغز الحل لكلا البلدين الاشتراكيين منذ فترة طويلة.
ونقلت وكالة أنباء الصين الرسمية شينخوا عن كيم قوله: "لقد تم حل قضية نزع السلاح النووي من شبه الجزيرة الكورية، وتستجيب كوريا الجنوبية والولايات المتحدة لجهودنا بحسن نية، وتخلقان أجواء من السلام والاستقرار مع اتخاذ تدابير تدريجية ومتزامنة لتحقيق السلام". وصرح مستشار الأمن القومي الجديد للرئيس الأمريكي ترامب، جون بولتون، أنه لن يتبنى الحل غير المعقول، والذي يتضمن تكاليف باهظة لنزع السلاح النووي لكوريا الشمالية (على سبيل المثال، انسحاب القوات الأمريكية من شبه الجزيرة الكورية أو نزع السلاح النووي المتبادل لكل من جمهورية كوريا الديمقراطية الشعبية والولايات المتحدة) بعد قمة كيم وشي.

## اللقاء الثاني
التقى كيم جونج أون مع شي جين بينج للمرة الثانية في داليان، لياونينغ في 7 و8 مايو 2018. وناقش الزعيمان كيفية التعاون على المستوى الشيوعي بشأن نزع السلاح النووي، والسلام في شبه الجزيرة الكورية. وذكرت وكالة أنباء الصين (شينخوا) أن الجانبين ناقشا أيضا العلاقات بين البلدين والقضايا الهامة ذات الاهتمام المشترك. أكد الرئيس الأمريكي ترامب أن الصين يجب أن تتعاون مع الولايات المتحدة في استمرار تطبيق العقوبات الاقتصادية والتجارية والمالية على كوريا الشمالية حتى تفكك بشكل دائم برامجها للأسلحة النووية والصواريخ الباليستية العابرة للقارات. كانت هذه هي المرة الثانية التي يلتقي فيها الزعيم الصيني شي جين بينج مع كيم جونج أون في غضون شهرين، وأكد شي جين بينج زيارته الرسمية إلى بيونج يانج بحلول نهاية عام 2018.

## اللقاء الثالث
التقى كيم جونج أون مع شي جين بينج في بكين يومي 19 – 20 يونيو 2018. ويُعتقد أن كيم طلب المشورة من شي بشأن استراتيجية تفاوض مستقبلية مفيدة للطرفين بين جمهورية كوريا الديمقراطية الشعبية والولايات المتحدة.

## اللقاء الرابع
التقى كيم جونغ أون مع شي جين بينغ في بكين في الفترة من 7 – 10 يناير 2019. بدأت الرحلة في عيد ميلاد كيم الخامس والثلاثين. ويشتبه كثيرون في أن كيم جونج أون كان يطلع شي جين بينج على تفاصيل القمة المقبلة بين ترامب وكيم في هانوي بفيتنام، وكان يطلب المشورة. سافر كيم عبر الصين بالقطار أثناء رحلته إلى فيتنام.

## اللقاء الخامس
زار شي جين بينج العاصمة الكورية الشمالية بيونج يانج والتقى كيم جونج أون في 20 و21 يونيو 2019. كانت هذه أول زيارة رسمية يقوم بها زعيم صيني إلى البلاد منذ زيارة هو جينتاو قبل 14 عامًا وأول زيارة يقوم بها شي شخصيًا منذ زيارته لكوريا الشمالية بصفته نائبًا للرئيس وعضوًا في اللجنة الدائمة للمكتب السياسي في عام 2008. وكان في استقبال شي جين بينج في مطار بيونج يانج الدولي الرئيس كيم حيث تلقى تكريمات عسكرية كاملة بما في ذلك تحية بـ 21 طلقة ومسيرة عسكرية من قبل كتيبة حرس الشرف التابعة للقيادة العليا للحرس والفرقة العسكرية المركزية للجيش الشعبي الكوري. وأصبح أيضًا أول زعيم صيني يزور قصر الشمس كومسوسان. وفي المساء التالي، شهد شي وكيم أداءً لجوقة جيش الشعب الكوري وأوركسترا السيمفونية في إعادة افتتاح دورة الألعاب الجماعية أريرانغ 2019 في ملعب رونجرادو الأول من مايو.